# Oxymeris
Genre
Synonymes
- genre Abretia H. Adams & A. Adams, 1853[1]
- genre Abretiella Bartsch, 1923[1]
- genre Acus Gray, 1847[1]
- genre Nototerebra Cotton, 1947[1]
- sous-genre Acus (Abretia) H. Adams & A. Adams, 1853[1]
- sous-genre Terebra (Abretia) H. Adams & A. Adams, 1853[1]
- sous-genre Terebra (Oxymeris) Dall, 1903[1]

Oxymeris est un genre de mollusques gastéropodes de la famille des Terebridae.

## Liste d'espèces
Selon World Register of Marine Species (28 octobre 2014) :
- Oxymeris albida (Gray, 1834)
- Oxymeris areolata (Link, 1807)
- Oxymeris caledonica (G. B. Sowerby III, 1909)
- Oxymeris cerithina (Lamarck, 1822)
- Oxymeris chlorata (Lamarck, 1822)
- Oxymeris costellifera (Pease, 1869)
- Oxymeris crenulata (Linnaeus, 1758)
- Oxymeris dillwynii (Deshayes, 1859)
- Oxymeris dimidiata (Linnaeus, 1758)
- Oxymeris fatua (Hinds, 1844)
- Oxymeris felina (Dillwyn, 1817)
- Oxymeris gouldi (Deshayes, 1857)
- Oxymeris maculata (Linnaeus, 1758)
- Oxymeris senegalensis (Lamarck, 1822)
- Oxymeris strigata (G. B. Sowerby I, 1825)
- Oxymeris suffusa (Pease, 1869)
- Oxymeris swinneni Terryn & Ryall, 2014
- Oxymeris trochlea (Deshayes, 1857)
- Oxymeris troendlei (Bratcher, 1981)

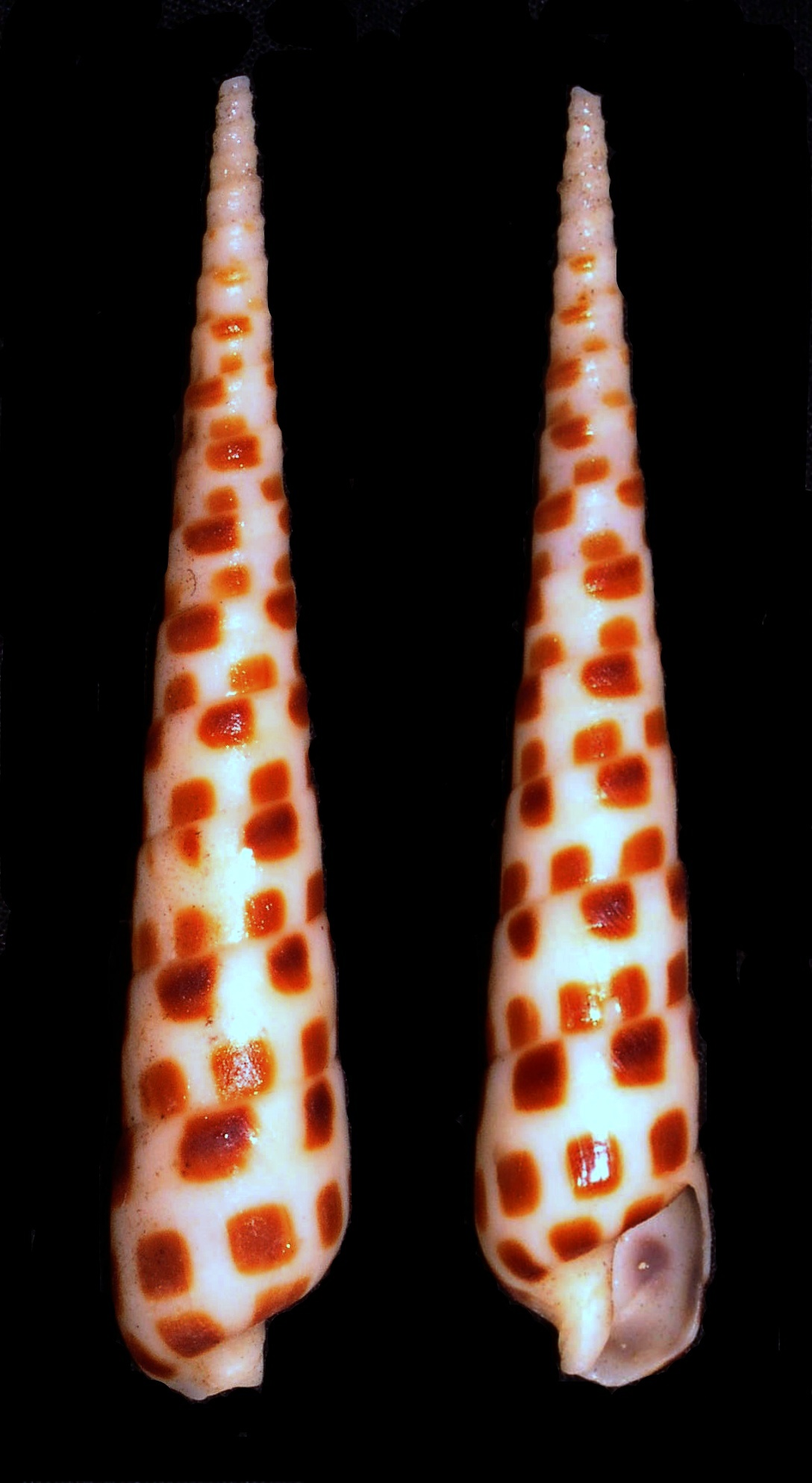
Oxymeris areolata.
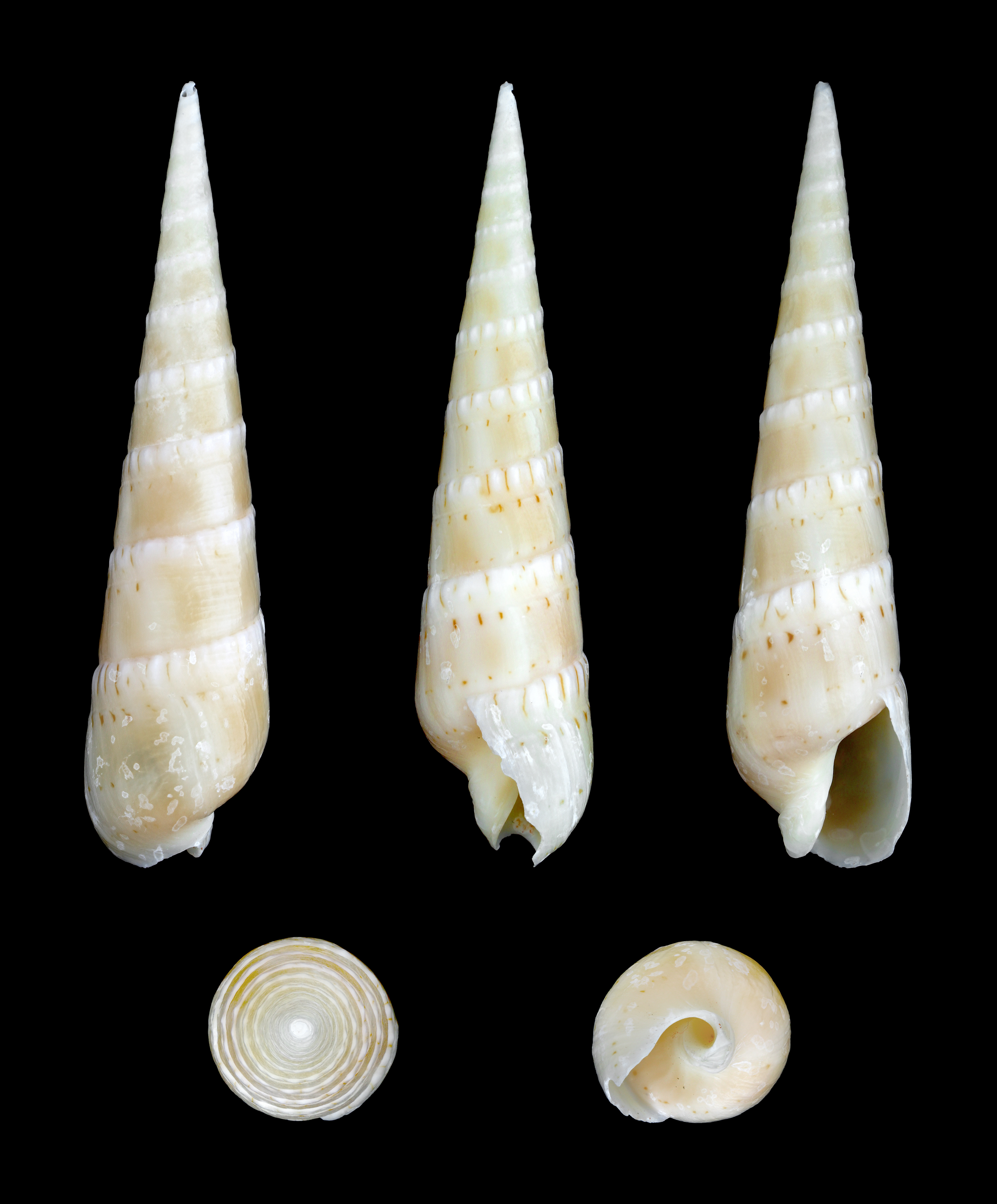
Oxymeris crenulata.
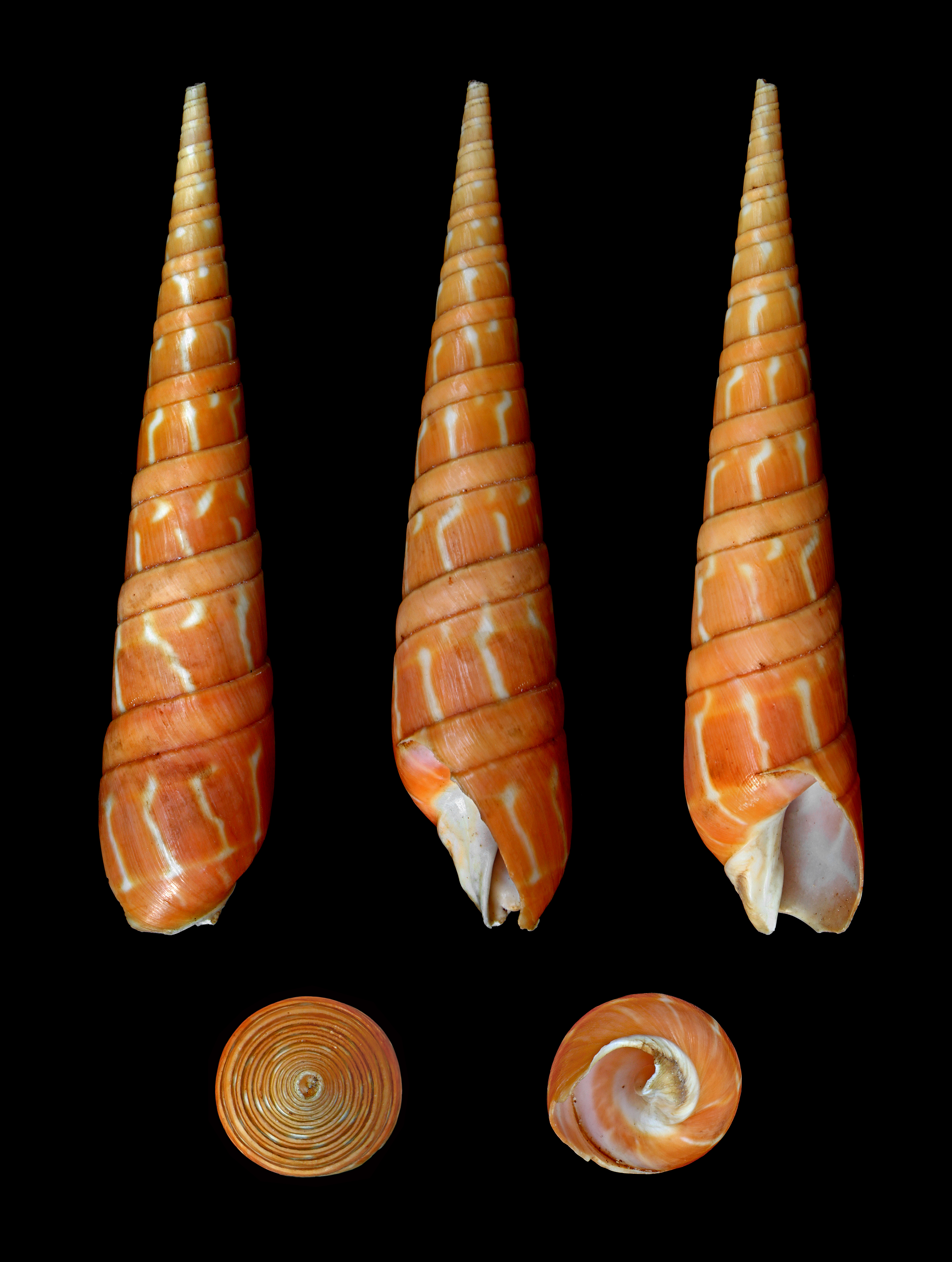
Oxymeris dimidiata.
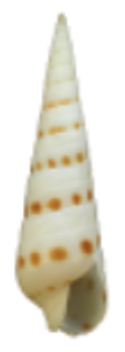
Oxymeris felina.
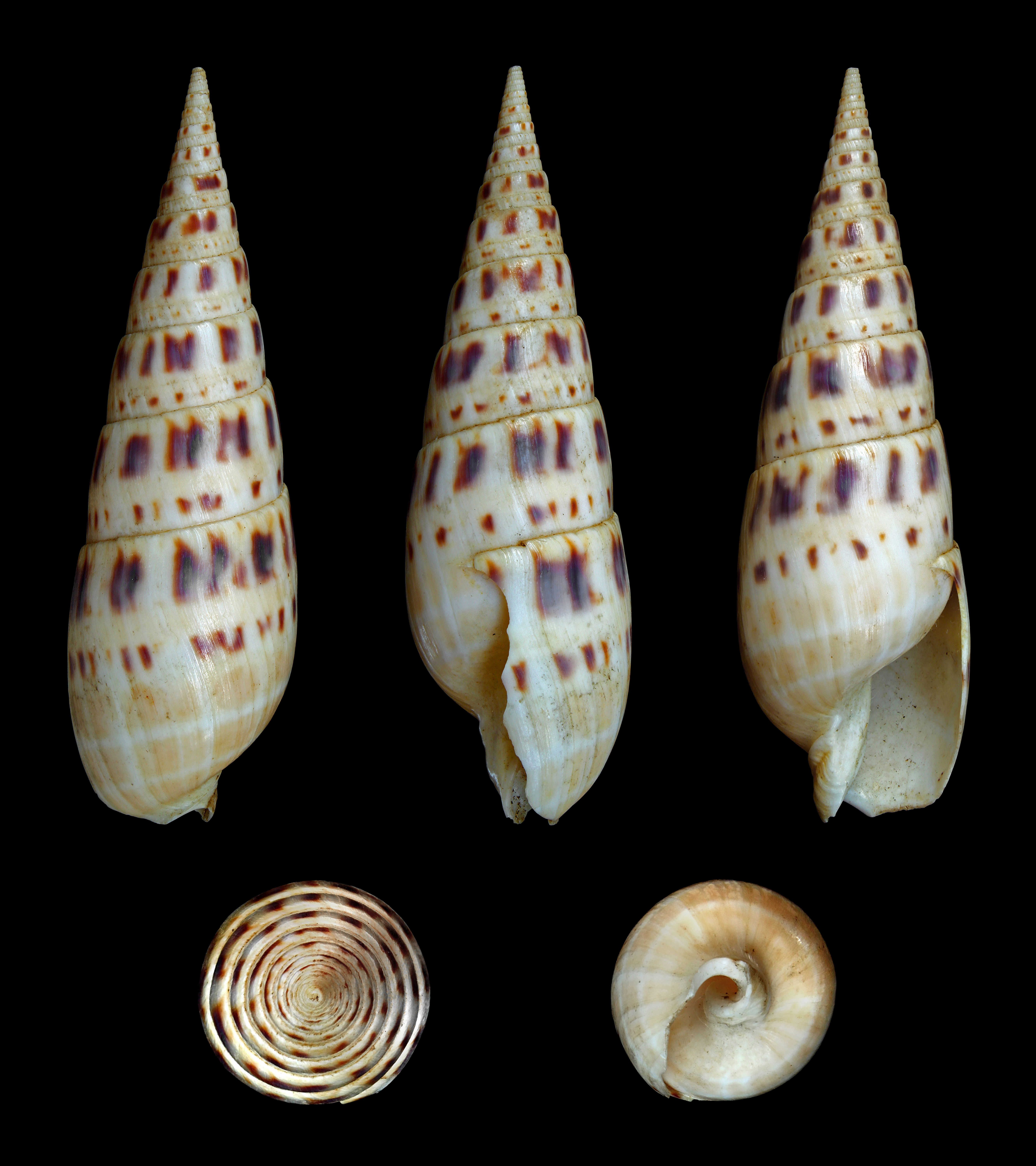
Oxymeris maculata.
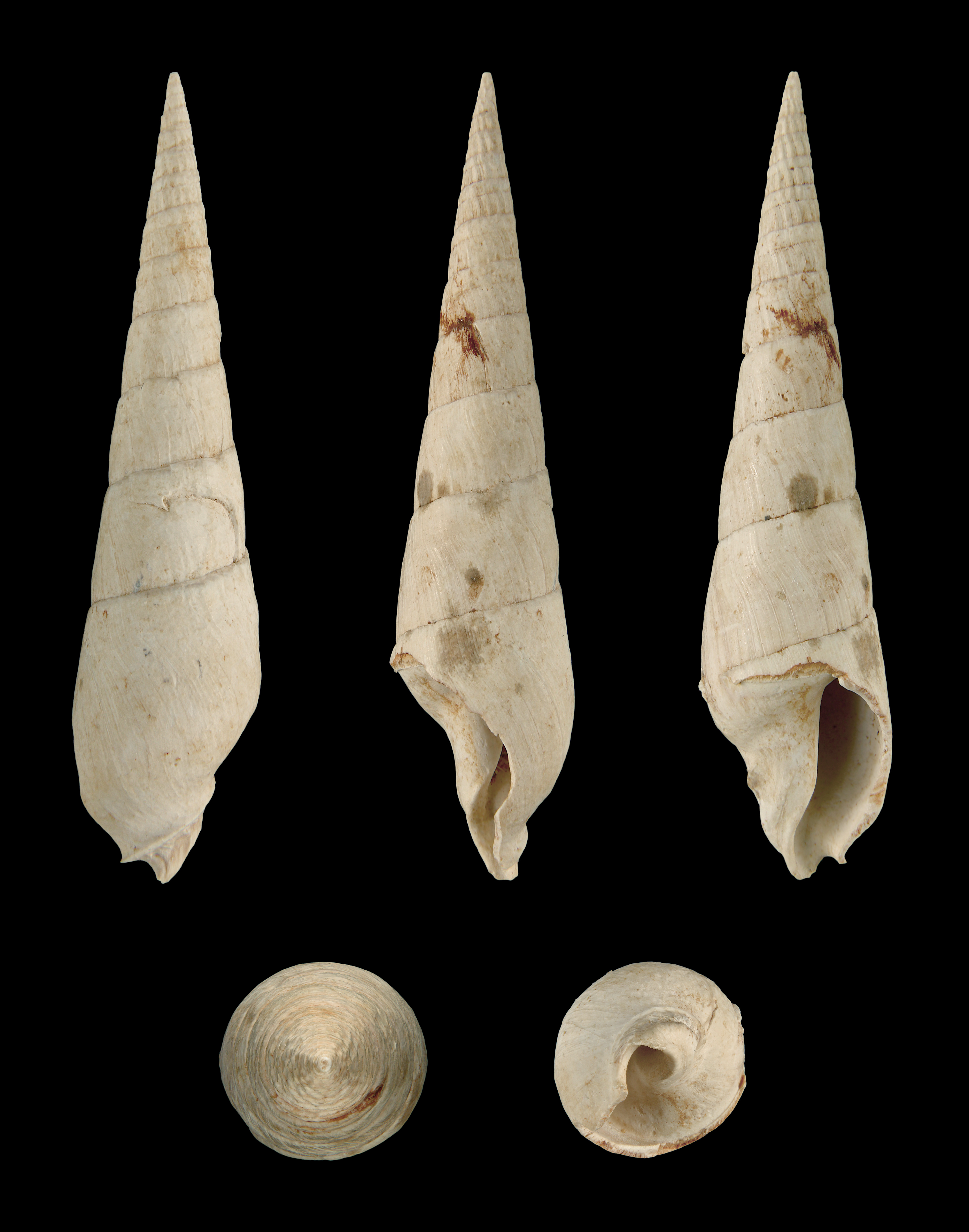
Oxymeris plicaria.
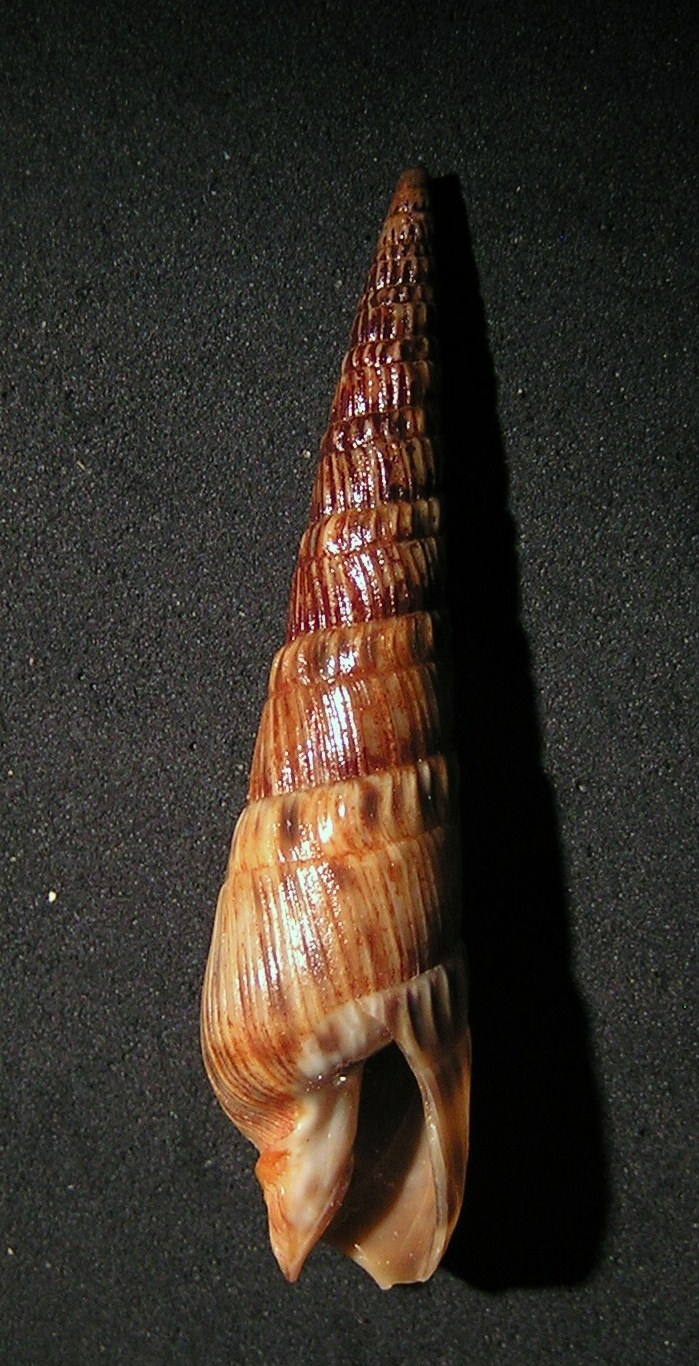
Oxymeris senegalensis.
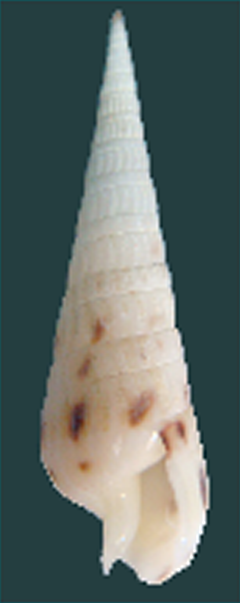
Oxymeris strigata.